# お笑いスター誕生!!
『お笑いスター誕生!!』（おわらいスターたんじょう）は、1980年4月12日から1986年9月27日まで日本テレビ系列局（一部の系列局を除く）で放送された日本テレビ製作のお笑いオーディション番組。略称は「お笑いスタ誕」（おわらいスタたん）。同じく日本テレビ系列局で放送されていた歌手オーディション番組『スター誕生!』の兄弟番組である。

## 概要
司会は俳優・声優の山田康雄と歌手の中尾ミエが進行を務めた。
「お笑いスタ誕」の演出を務めた赤尾健一によると「面白いのにいまいち売れていないプロの芸人や、才能があるのにチャンスのないアマチュアを押し上げたい」との考えにより番組が企画された。
お笑いオーディション番組とはいえ正統派のオーディションであったため、歌手オーディション番組である『スター誕生!』（兄弟番組）や、読売テレビの『全日本歌謡選手権』とともに実力勝負が要求されていた。厳正な審査や審査員による厳しい批評が行われていたのが特徴である。
過去の類似番組では、面白くない場合は参加者のネタの途中にどん帳が下ろされるなどの演出が取られ、その時点で強制終了となったとのこと。しかし、「お笑いスタ誕」ではネタを止めず最後までやらせた。
基本的には視聴者参加であるが、『全日本歌謡選手権』同様「プロアマ合同」である。出場者には修行中である大物芸人の弟子がかなり出場していた。本番組でチャンピオンとなり、その後ブレイクした芸人・タレントにはとんねるず、ウッチャンナンチャンがいる。
参加者たちのネタは、漫才・コント・漫談・手品・ものまね・ひとり芝居というように様々なものが披露された。1980年7月5日にB&Bが初代グランプリに輝き、11.2％と番組初の視聴率2桁を取ったことをきっかけにその後視聴率が上がり、一部メディアからは「『お笑いスタ誕』が(1980年代前半の)漫才ブームの火付け役となった」とも言われている。
番組収録は、1984年2月までは山野ホールに、その後は後楽園ホールに一般観覧客を招いて行っていた。いずれも使用できなかった時は、蒲田の日本電子工学院ホールが使用された。

## 放送時間
- 土曜 12:00 - 13:00 （1980年4月12日 - 1985年10月12日）
- 土曜 17:30 - 18:30 （1985年10月19日 - 1986年9月27日）

## 概要・変遷

### グランプリシリーズ（1980年 - 1983年）
厳しい予選を勝ち抜いた挑戦者が、「10週勝ち抜きグランプリ」（グランドチャンピオン）を目指す。
なお、3週勝ち抜きで「銅賞」、5週勝ち抜きで「銀賞」、8週勝ち抜きで「金賞」が獲得できる。挑戦者はプロ・アマを問わず毎週5組程度が出演。
番組の最後に審査結果が挑戦者順に発表される。挑戦者は緊迫感のあるティンパニロールと不協和音が鳴りながら舞台中央に設置された回転するカプセル風のセットに入って登場して正面を向いたところで止まり、合格ならファンファーレ（合格・グランプリともに同じ）が鳴り響くとともにドアが開いて舞台に再登場できるが、不合格なら間の抜けた音楽が流れカプセルが回転し退場。同時に裏から出てくる次の挑戦者の審査結果の発表へ移っていく。なお、不合格となったら最低2か月間は再挑戦できず、再挑戦する場合は不合格となった週（ただし、2週勝ち抜き以降）から挑戦する形だった。

### ゴールデンルーキー賞シリーズ（1980年 - 1982年）
グランプリシリーズで銀賞・金賞を獲得しながらあと一歩グランプリに届かなかった参加者を対象にした大会で、期間中（3か月 - 半年を1シリーズ）の得点累計で優勝者を決定。第1回はギャグ・シンセサイザー、第2回はアゴ&キンゾー、第3回はファニーズが優勝した。
審査結果発表はグランプリシリーズ同様、挑戦者が舞台中央に設置された回転するカプセル風のセットに入って登場するが（BGMは異なる）、いずれもドアが開いて舞台に再登場し、そこからパタパタ式表示板で得点を発表するのが特徴。全員の得点が発表されて審査員のコメントの後、全挑戦者の累計得点順に表示板が並べ替えられて終了。

### サバイバルシリーズ（1983年）
ゴールデンルーキー賞シリーズをリニューアル。グランプリシリーズであと一歩グランプリに届かなかった20組を対象に、勝ち抜きトーナメント形式で優勝者を決定した。優勝はキモサベ社中。

### オープントーナメント サバイバルシリーズ（1984年 - 1986年）
前述のサバイバルシリーズを、オープン参加に移行。25組を対象に勝ち抜きトーナメント形式で優勝者を決定する。毎週5組（決勝のみ4組）が登場し、審査員10名による得点累計の上位者（1回戦3組（25→15）、2回戦3組（15→9＋敗者復活1組）、準決勝2組（10→4）、決勝1組。）が勝ち上がる。優勝賞金は100万円。計7回行われた。優勝者は下記参照。
審査結果発表はゴールデンルーキー賞シリーズ同様、挑戦者全員がカプセルから舞台に再登場し（BGMはゴールデンルーキー賞を若干短縮したもの）、そこからドラムロールとともに電光掲示板（棒グラフ）で得点を発表する。全員の得点発表後、中尾ミエの「さぁ〜、誰が落ちたかなっ?」の掛け声で、グランプリシリーズの不合格時と同じ間の抜けた音楽が流れ、同時に電光掲示板にある不合格者の名札がひっくり返される。決勝では挑戦者4組の得点が一斉に発表され、最高得点を獲得した1組が優勝の栄冠に輝く（優勝決定のファンファーレは当シリーズ独自のもの）。

### 激突!!団体戦シリーズ 爆笑紅白大合戦（1984年 - 1986年）
オープントーナメントサバイバルシリーズと交互に放送されていた、当番組唯一の団体戦。24組の参加者が紅組と白組に分かれ、各自2本ずつのネタを披露し、総得点で勝敗を争った。紅組はひびきわたる、白組はミスター梅介がキャプテンを務めた。優勝チームには60万円（最終シリーズでは90万円）、最優秀個人賞には30万円、優秀個人賞2組には各5万円が贈られた。4回実施したが4回とも白組の勝利だった。

## グランプリ決定時の演出（グランプリシリーズ）
グランプリの懸った審査結果発表の際、山田、中尾が「さあ!!グランプリです!!どうぞ〜っ!!」と言い、ステージが暗くなり、挑戦者の乗っているカプセルにスポットライトが当たる。緊迫感のあるティンパニロールと不協和音が鳴り終わってカプセルが止まり（ここまではグランプリ以外も）、グランプリが決定した瞬間には、ファンファーレ（合格・グランプリともに同じ）が鳴ってセットの電飾が光る。ステージが明るくなってカプセルから出る時に天井から大量の紙吹雪が降り、ファンからの紙テープと花束による祝福を受けた。さらに出場者の一部からグランプリ（優勝）を決めた瞬間、胴上げされるユニットもいた。
なお、テレビ画面には、「おめでとう!!グランプリ獲得（挑戦者名）!!」の字幕スーパーが画面一杯に出る。そして表彰の際、審査委員長の桂米丸から賞状とゴールデントロフィー（銀賞、金賞も同様。銅賞はトロフィーのみで表彰式はない）が授与された。
他のシリーズも優勝すると、同様の演出となる。

## 挑戦者に対するテロップ表示（グランプリ以外）
- 演技披露の時 「（勝ち抜き週）目に挑戦! （参加者名）（ジャンル）」
- 審査発表の時 「（参加者名） （勝ち抜き週）目なるか?」
- 合格決定時 「合格!!」（通常はその下に「来週もガンバレ!!」と表示されるが、グランプリが近づくとこの他に「がんばれあと一歩!!」に変わる。また金賞などの各賞受賞時には「おめでとう!（受賞する賞名）獲得!!」
- 不合格決定時 「残念!!」（挑戦する週によって「また来いよ!!」「健闘を称えます。再度チャレンジを!!」等が追加）

## グランプリ獲得者
太字はストレートでのグランプリ達成者
- B&B（1980年7月5日放送分にて）
- おぼん・こぼん（月見おぼん・こぼん改め。1980年8月16日放送分にて）
- ギャグ・シンセサイザー（1980年12月20日放送分にて。）
- 大木こだま・ひかり（1981年2月28日放送分にて。ストレートでグランプリ達成。ただし、不祥事のため剥奪）
- 九十九一（1981年5月9日放送分にて）
- 小柳トム（現：Bro.TOM。1981年6月27日放送分にて）
- とんねるず（貴明&憲武改め。1982年4月10日放送分にて）
- 青芝金太・紋太（1982年5月22日放送分にて）
- アゴ&キンゾー（1982年6月12日放送分にて）
- 怪物ランド（1983年4月30日放送分にて）
- シティボーイズ（1983年9月10日放送分にて）

## オープントーナメントサバイバルシリーズ（1984年 - 1986年）優勝者
- 第1回：コントらぶこ〜る
- 第2回：パート2
- 第3回：コント山口君と竹田君
- 第4回：笑パーティー
- 第5回：ちゃらんぽらん
- 第6回：キャラバン
- 第7回：ウッチャンナンチャン

## 審査員
- 桂米丸（審査委員長）
- タモリ
- 赤塚不二夫
- 京唄子
- 鳳啓助
- 東八郎
- 三波伸介
- 獅子てんや
- 瀬戸わんや
- 伊東四朗
- 近江俊郎
- 内海好江
- ガッツ石松
- 牧伸二
- 大山のぶ代
- 水野晴郎
- 横森良造
- 小松政夫

グランプリシリーズの審査方法は20項目による項目数で決める。審査基準の項目数は勝ち抜き数によって変わっていき、勝ち抜き数が上がるほど厳しくなっていく。10週連続勝ち抜きグランプリ達成のためには、審査基準20項目全てに合格しなければならなかった。ただし、総合演出を務めた赤尾健一は、「審査項目は参考程度で、評価基準は“面白いかどうか”だけだった」と証言している。
観客の「笑い声」もステージ横の電光グラフ板に表示されて、これも審査の対象になる。
結果発表後の審査員の講評は、委員長の米丸よりも唄子の方が担当機会が多かった（合否判定の理由や指摘事項を説明）。

## 番組終了とその後
1985年10月に放送時間が変更され、以後は土曜17:30枠で放送されるようになった。それから1年後の1986年9月27日に番組は終了し、6年半の歴史に幕を閉じた。
番組終了から19年後の2005年、日本テレビ系『24時間テレビ』内で、看板や幕などセットを組んで一夜限りで番組が復活した。進行は爆笑問題、出演者紹介のナレーションは、故人となった山田康雄に代わって栗田貫一が務めた。当時の出演者のほかに、ますだおかだがB&B、庄司智春（品川庄司）がぶるうたすに扮し当時のネタを再現した。
番組終了から26年後の2012年1月1日から1月3日までCS放送のホームドラマチャンネルで「お笑いスター誕生!! セレクション」と題して3日間放送された。1月1日は、1980年12月27日放送分の1980年に同番組にチャレンジした挑戦者のハイライト集「爆笑総集編」、1月2日は、1981年4月4日放送分のコロッケ・イッセー尾形・マギー司郎などが本芸を披露した「悶絶!異色スター大会」、1月3日は、1982年4月10日放送分のとんねるずが10週勝ち抜きグランプリを獲得した映像が放送された。

## スタッフ
- 企画：井原高忠
- 構成：出倉宏
- 音楽：永作幸男
- 美術：高野豊
- ディレクター：高木泰雄
- 演出：赤尾健一
- プロデューサー：中島銀兵
- 制作協力：日企
- 製作著作：日本テレビ

## ネット局
当番組は殆どの都道府県で放映されたもの、あくまでローカルセールス番組だったため、多くの地域では時差ネットとなっていた。このため、一部のネット局では、編成の都合により休止になった回も見られる。
なお、系列は当番組終了時（1986年9月）のもの。
| 放送対象地域  | 放送局         | 系列                          | 放送開始                    | 放送終了       | 放送曜日・時刻 | 備考                                                                          |
| ------------- | -------------- | ----------------------------- | --------------------------- | -------------- | --- | ----------------------------------------------------------------------------- |
| 関東広域圏    | 日本テレビ     | 日本テレビ系列                | 1980年4月12日               | 1986年9月27日  | 土曜12:00（1985年10月12日まで） 土曜17:30（1986年9月27日まで） | 制作局                                                                        |
| 北海道        | 札幌テレビ     | 日本テレビ系列                | 1980年10月4日               | 1983年12月24日 | 土曜13:00 |                                                                               |
| 青森県        | 青森放送       | 日本テレビ系列 テレビ朝日系列 |                             |                | |                                                                               |
| 岩手県        | テレビ岩手     | 日本テレビ系列                | [ 注 3 ]                    |                | 土曜16:00 |                                                                               |
| 宮城県        | ミヤギテレビ   | 日本テレビ系列                | 1980年4月12日               |                | 土曜12:00 |                                                                               |
| 秋田県        | 秋田放送       | 日本テレビ系列                |                             |                | |                                                                               |
| 山形県        | 山形放送       | 日本テレビ系列 テレビ朝日系列 | 1980年10月4日               | 1983年3月26日  | 土曜13:30（1981年3月7日まで） 土曜12:00（1983年3月26日まで） |                                                                               |
| 福島県        | 福島中央テレビ | 日本テレビ系列                | [ 注 3 ]                    |                | 日曜12:00 |                                                                               |
| 山梨県        | 山梨放送       | 日本テレビ系列                | 1985年10月5日               | 1986年8月9日   | 土曜16:00 |                                                                               |
| 新潟県        | テレビ新潟     | 日本テレビ系列                | 1981年4月                   |                | 日曜12:00 | 開局直後より放送                                                              |
| 長野県        | テレビ信州     | 日本テレビ系列 テレビ朝日系列 | 1980年11月1日               | 1986年10月4日  | 土曜13:00 | 開局直後、時差ネットで放送                                                    |
| 静岡県        | 静岡第一テレビ | 日本テレビ系列                | [ 10 ]                      | 1986年10月4日  | 土曜12:00（1985年10月12日まで、1986年10月4日） 日曜12:00（1986年9月21日まで） |                                                                               |
| 富山県        | 北日本放送     | 日本テレビ系列                | 1985年4月6日                | 1986年10月4日  | 土曜 12:00 - 12:55 |                                                                               |
| 石川県        | 北陸放送       | TBS系列                       |                             |                | |                                                                               |
| 福井県        | 福井放送       | 日本テレビ系列                |                             |                | |                                                                               |
| 中京広域圏    | 中京テレビ     | 日本テレビ系列                | 1980年4月12日               | 1984年7月14日  | 土曜12:00 | 終了後、1984年8月4日に1回放送                                                 |
| 近畿広域圏    | 読売テレビ     | 日本テレビ系列                | 1980年8月10日 1985年4月16日 | 1983年3月26日  | 日曜12:15（1982年3月28日まで） 土曜12:00 |                                                                               |
| 鳥取県 島根県 | 日本海テレビ   | 日本テレビ系列                |                             |                | 土曜12:00 |                                                                               |
| 広島県        | 広島テレビ     | 日本テレビ系列                |                             |                | 土曜13:00 |                                                                               |
| 山口県        | 山口放送       | 日本テレビ系列 テレビ朝日系列 |                             |                | |                                                                               |
| 徳島県        | 四国放送       | 日本テレビ系列                |                             |                | |                                                                               |
| 香川県 岡山県 | 西日本放送     | 日本テレビ系列                |                             |                | 土曜12:00 | 1983年3月までの放送免許エリアは香川県のみ                                     |
| 愛媛県        | 南海放送       | 日本テレビ系列                |                             |                | 土曜12:00 |                                                                               |
| 高知県        | 高知放送       | 日本テレビ系列                |                             |                | |                                                                               |
| 福岡県        | 福岡放送       | 日本テレビ系列                | 1980年10月4日               |                | 土曜13:00 |                                                                               |
| 長崎県        | テレビ長崎     | フジテレビ系列 日本テレビ系列 |                             |                | 土曜12:00 |                                                                               |
| 熊本県        | 熊本放送       | TBS系列                       | 1980年10月                  | 1982年3月      | 日曜14:00 |                                                                               |
| 熊本県        | 熊本県民テレビ | 日本テレビ系列                | 1982年4月                   |                | 土曜12:00 |                                                                               |
| 鹿児島県      | 鹿児島テレビ   | フジテレビ系列 日本テレビ系列 | 1980年10月                  | 1985年3月      | 当初は土曜12:30 のち、土曜12:00 |                                                                               |
| 沖縄県        | 琉球放送       | TBS系列                       | 1981年5月16日               | 1986年9月13日  | 土曜12:00（1982年10月30日まで） 土曜13:30（1984年2～3月まで、1985年1月12日まで、1985年2月1日まで） 土曜13:00（1984年9月29日まで） 土曜16:00（1985年3月16日まで、1986年9月13日まで） | 3か月から6か月程度の放送休止期間が数度発生している。1983年4月以降は遅れ放送。 |